# آنتونیو تراسیبول کبرو
آنتونیو تراسیبول کبرو (انگلیسی: Antonio Thrasybule Kébreau; زاده ۱۱ نوامبر ۱۹۰۹ – درگذشته ۱۳ ژانویهٔ ۱۹۶۳) سیاستمدار اهل هائیتی بود. وی از ۱۴ ژوئن ۱۹۵۷ تا ۲۲ اکتبر ۱۹۵۷ رئیس شورای نظامی هائیتی بود.
آنتونیو تراسیبول کبرو در ۱۳ ژانویه ۱۹۶۳، در سن ۵۳ سالگی درگذشت.